# Santoni

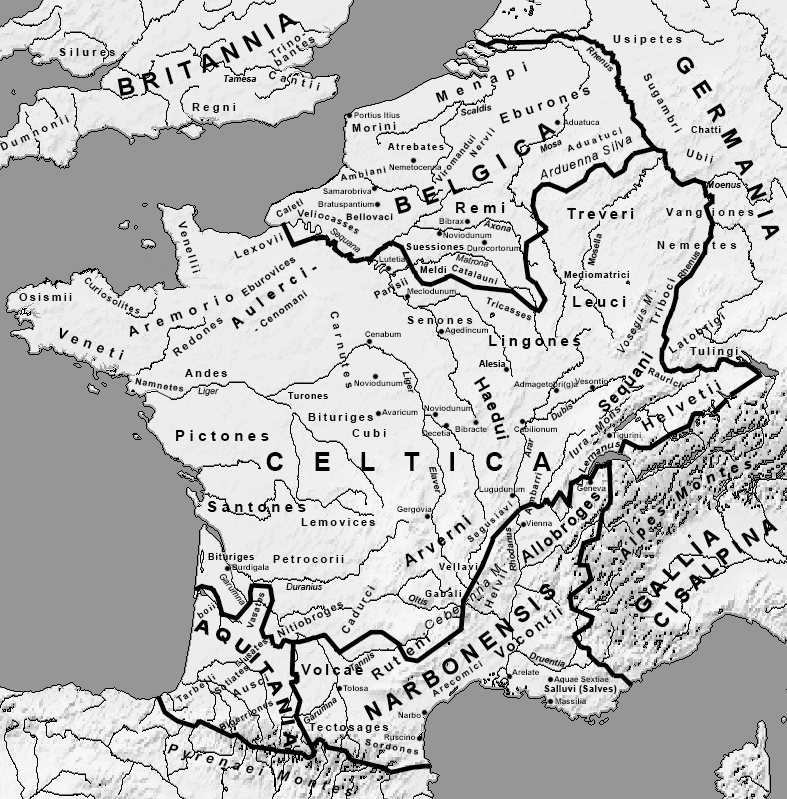
La Gallia

I Santoni (in latino Santones o Santoni) furono una popolazione della Gallia Aquitanica stanziata nella regione francese che dal loro nome fu detta Saintonge presso l'Oceano Atlantico, a nord dell'estuario della Garonna. La loro capitale era Mediolanum Santonum, attraversata dalla Charente, oggi Saintes.

## Fonti
Gaio Giulio Cesare, De bello gallico, I, 10; 11; III, 11; VII, 75.